# Esfarāyen (kommunhuvudort i Iran)
Esfarāyen (persiska: اسفراین) är en kommunhuvudort i Iran.   Den ligger i provinsen Nordkhorasan, i den nordöstra delen av landet, 600 km öster om huvudstaden Teheran. Esfarāyen ligger 1 253 meter över havet och antalet invånare är 59 678.
Terrängen runt Esfarāyen är kuperad åt nordost, men åt sydväst är den platt.Runt Esfarāyen är det ganska glesbefolkat, med 30 invånare per kvadratkilometer. Esfarāyen är det största samhället i trakten. Omgivningarna runt Esfarāyen är i huvudsak ett öppet busklandskap.